# Maria Kardum
Maria Kardum, född 21 juli 1968 i Kristianstad, är en svensk tidigare simmare.

## Karriär
Maria Kardum simmade för KSLS och nådde sin topp tidigt i livet på 1980-talets början. Hon vann tre SM-guld dels på 100 m frisim 1984 och två  SM-guld på 200m medley 1983 och 1984. Kardum deltog 1983 i EM och nådde 3 finaler med en sjunde plats som bäst.  Hon blev sexton år gammal uttagen till OS i Los Angeles 1984. Hon fortsatte att simma efter OS och hennes största internationella merit är en bronsmedalj på EM 1985 i det svenska lagkappslaget på 4 x 200m frisim.

## Resultat

### Los Angeles 1984[4]
- 18:e 200 m medley (2.22,87)
- 7:a 4x100 m medley (DQ Final; 4.17,65)